# Kishidan
Kishidan (氣志團) est un groupe japonais de rock parodique.

## Membres du groupe
Kishidan est constitué de six membres yankee (jeunes délinquants japonais des années 1980 portant banane, veste en cuir, blue-jeans ou uniforme scolaire) :
- Show Ayanocozey (綾小路 翔, Ayanokōji Shō?, surnommé Show-yan), né le 26 avril 1976, chant
- Hikaru Saotome (早乙女 光, Saotome Hikaru?), né un 24 janvier, danse
- Hitomi Saionji (西園寺 瞳, Saionji Hitomi?, surnommé Tommy), né un 23 octobre, guitare
- Hoshi Grandmarnier (グランマニエ 星, Guranmanie Hoshi?, surnommé Ranma), né un 1er mars, guitare
- Showchikubai Shiratori (白鳥 松竹梅, Shiratori Shōchikubai?, surnommé Matsu), né un 17 mars, guitare basse
- Yukinojoe Shiratori (白鳥 雪之丞, Shiratori Yukinojō?, surnommé Yukki), né le 24 mai 1976, batterie

Plusieurs membres du groupe sont originaires de la ville de Kisarazu dans la préfecture de Chiba. Ils ont joué dans le drama Kisarazu Cat's Eye.

## Discographie

### Albums
- Bōsō Yotarō Rock'n'Roll (房総与太郎路薫狼琉?), le 6 octobre 2000
- One Night Carnival, le 22 juin 2001
- 1/6 LONELY NIGHT, le 11 avril 2002
- BOYS' COLOR, le 26 mars 2003
- TOO FAST TO LIVE TOO YOUNG TO DIE, le 17 mars 2004
- Singles Collection +3 (死無愚流　呼麗苦衝音+3?), le 25 novembre 2004
- I Love You (愛 羅 武 勇, Ai Ra Bu Yū?), le 26 octobre 2005
- Six Senses, le 28 mars 2007
- Kisarazu Graffiti (木更津グラフィティ), le 15 septembre 2010
- Nipponjin (日本人), le 25 avril 2012
- Nyuumon (入門), le 11 septembre 2013

### Singles
- One Night Carnival, le 29 mai 2002
- Koibito/Love Ballad wa utaenai (恋人／Love Balladは歌えない?), le 4 septembre 2002
- Swingin' Nippon (スウィンギン・ニッポン?), le 11 juin 2003
- SECRET LOVE STORY, le 29 octobre 2003
- Kira Kira ! (キラ キラ！?), le 18 février 2004
- Kekkon tōkon kōshinkyoku « mabudachi » (結婚闘魂行進曲「マブダチ」?), le 16 juin 2004
- Zoku (族?), le 1er septembre 2004
- Yumemiru koro wo sugitemo (夢見る頃を過ぎても?), le 2 mars 2005
- Oretachi ni wa doyōbi shika nai (俺達には土曜日しかない?), le 15 juin 2005
- You & Me Song, le 7 septembre 2005
- The AISHITERU (The アイシテル?), le 9 aout 2006
- Sayonara Sekai / Omae Dattanda, le 11 novembre 2009
- Aishite Night! (愛してナイト！), le 1er septembre 2010
- My Way, le 7 décembre 2011
- SUPER BOY FRIEND, le 5 septembre 2012
- Kenka Joto (喧嘩上等), le 21 mai 2014 (qui a servi de générique d'introduction pour le drama Gokuaku Ganbo (極悪がんぼ), ou le chanteur Show y fait un caméo. Diffusé par Crunchyroll en France.)
- Warera Omou, Yue ni Warera Ari (我ら思う、故に我ら在り), le 9 décembre 2015 (thème principal de la série Kamen Rider Ghost)
- ABAYO, le 3 août 2016 (thème du film de Kamen Rider Ghost: Les 100 Eyecons et le Moment Fatidique de Ghost)
- We Can!, en 2016 (19e thème principal de l'anime One Piece.

### DVD
- Kishidan genshō ~Gaiden~ DVD « koibito » (氣志團現象－外伝－DVD「恋人」?), le 26 septembre 2002
- Kishidan genshō kanzenban -2000-2002- (氣志團現象完全版－2000－2002－?), le 5 mars 2003
- Kishidan Banpaku 2003 Kisarazu Global Communication!! ~Born in the toki no K-city~ (氣志團万博2003木更津グローバル・コミュニケーション！！～Born in the toki no K-city～?), le 27 novembre 2003
- Kishidan genshō daizen -Samurai Spirit Suicide- (氣志團現象大全－SAMURAI SPIRIT SUICIDE－?), le 26 juillet 2004
- Kishidan genshō saishūshō "The Last Song" in Tokyo Dome (氣志團現象最終章"THE LAST SONG"in 東京ドーム?), le 23 février 2005
- Kishidan genshō bangaihen Never Ending Summer (氣志團現象番外編 NEVER ENDING SUMMER?), le 7 décembre 2005
- Kishidan Banpaku 2006 Kyokutō Never Land (氣志團万博2006 極東 Never Land?), le 20 décembre 2006

## Polémique
Lors de l'émission Megavector diffusée le 23 février 2011 par MTV Japan, les membres du groupe arboraient des uniformes militaires noirs, avec des insignes rappelant clairement ceux des SS : la Croix de fer, la tête de mort et l'aigle nazi.
Après la réaction du Centre Simon-Wiesenthal de Los Angeles, la direction de MTV Japan a répondu qu'elle « n'avait jamais eu l'intention d'offenser qui que ce soit » et a annoncé qu'elle avait retiré de son site internet les images et photos du groupe. Le lendemain de cette annonce, Sony s'excuse sur le site Internet du groupe.

## Autres parodies
Le chanteur incarnant le leader du groupe, Show, incarne d'autres musiciens parodiques au Japon : DJ Ozma (en), un chanteur de J-pop/RnB, ainsi que l'un des trois membres de l'Institut de beauté Yajima (en) (矢島美容室, Yajima biyōshitsu), un girl group nippo-américain, avec le duo comique owarai Tunnels.